# Sylvia Eder
Sylvia Eder, née le 24 août 1965 à Leogang, est une skieuse alpine autrichienne.
En s'imposant à Bad Gastein en janvier 1982, elle devient à 16 ans et 4 mois la plus jeune skieuse vainqueur d'une descente en coupe du monde de ski.

## Palmarès

### Jeux olympiques
| Édition / Épreuve   | Descente | Super G                          | Slalom géant | Slalom | Combiné                          |
| ------------------- | -------- | -------------------------------- | ------------ | ------ | -------------------------------- |
| JO 1984 Sarajevo    | 13e      | Épreuve inexistante à cette date | 34e          | —      | Épreuve inexistante à cette date |
| JO 1988 Calgary     | —        | 25e                              | —            | —      | 12e                              |
| JO 1992 Albertville | —        | —                                | 9e           | —      | —                                |
| JO 1994 Lillehammer | —        | 15e                              | 14e          | —      | —                                |

### Championnats du monde
| Édition / Épreuve           | Descente | Super G                          | Slalom géant | Slalom | Combiné |
| --------------------------- | -------- | -------------------------------- | ------------ | ------ | ------- |
| Mondiaux 1982 Schladming    | 18e      | Épreuve inexistante à cette date | —            | —      | Abandon |
| Mondiaux 1985 Bormio        | 10e      | Épreuve inexistante à cette date | Disqualifiée | 12e    | Argent  |
| Mondiaux 1987 Crans-Montana | 6e       | 5e                               | 16e          | —      | Argent  |
| Mondiaux 1989 Vail          | —        | —                                | 16e          | —      | Abandon |
| Mondiaux 1991 Saalbach      | —        | 7e                               | 15e          | —      | —       |
| Mondiaux 1993 Morioka       | —        | Argent                           | 13e          | —      | —       |

### Coupe du monde
- Meilleur résultat au classement général : 16e en 1993
  - 2 victoires : 1 descente et 1 super-G

#### Saison par saison
- Coupe du monde 1981 :
  - Classement général : 51e
- Coupe du monde 1982 :
  - Classement général : 21e
    - 1 victoire en descente : Bad Gastein II
- Coupe du monde 1983 :
  - Classement général : 24e
- Coupe du monde 1984 :
  - Classement général : 18e
- Coupe du monde 1985 :
  - Classement général : 26e
- Coupe du monde 1986 :
  - Classement général : 18e
- Coupe du monde 1987 :
  - Classement général : 19e
- Coupe du monde 1988 :
  - Classement général : 24e
- Coupe du monde 1989 :
  - Classement général : 27e
- Coupe du monde 1990 :
  - Classement général : 28e
- Coupe du monde 1991 :
  - Classement général : 17e
- Coupe du monde 1992 :
  - Classement général : 19e
- Coupe du monde 1993 :
  - Classement général : 16e
- Coupe du monde 1994 :
  - Classement général : 26e
- Coupe du monde 1995 :
  - Classement général : 27e
    - 1 victoire en super-G : Vail

### Arlberg-Kandahar
- Meilleur résultat : 15e place dans la descente 1983-84 à Val-d'Isère